# 尤尔巴赫 (奥地利)
尤尔巴赫（德語：Julbach）是奥地利上奥地利州罗尔巴赫县的一个市镇。总面积22平方公里，总人口1600人，人口密度72.7人/平方公里（2005年）。